# チリ暴動 (2019年-2020年)
チリ暴動（チリぼうどう）、ここでは2019年10月にチリの首都サンティアゴで発生したデモと暴動を扱う。

## 経過
2019年10月、サンティアゴ地下鉄の運賃値上げを契機に、貧富の格差拡大など経済・社会状況に不満を持つ学生らによるデモや抗議活動が活発になった。10月18日の夜にかけて、抗議活動参加者と機動隊がサンティアゴ市内各地で衝突。複数の地下鉄駅が火炎瓶などによる襲撃を受けて地下鉄の運行が停止されたほか、イタリアの電力大手エネルのビル、チリ銀行の店舗が炎上した。セバスティアン・ピニェラ大統領は、チリ軍の出動と夜間外出禁止を含む非常事態を宣言。軍司令官に治安維持を命じて500人規模の部隊を動員し、300人超が拘束された。軍が市街地に配備されたのはアウグスト・ピノチェトの軍事政権時代以来となった。抗議活動は10月19日にも発生し、大勢の市民が鍋などをたたきながら平和的に抗議デモを行う一方で、フードをかぶったデモ参加者らと機動隊や軍隊が衝突してバスなどが放火された。
10月20日以降も暴動は続き、スーパーマーケットへの放火により8人が死亡する惨事も発生した。10月22日には、大統領がテレビ放送で演説を行い、施政上の課題を認めて謝罪。公共料金や医療保険、医薬品の価格安定を行うことを表明した。
10月25日、経済と政治の改変を求めるデモが行われ約100万人が参加。10月26日、大統領は、大規模な内閣改造を実施すると発表した。

## 国際会議の中止
サンティアゴで11月11日-17日に開催予定であったアジア太平洋経済協力会議・首脳会議は中止、12月2日-13日に開催予定であった第25回気候変動枠組条約締約国会議（COP25）は開催国をスペインに変更することとなった。

## 一周年記念デモ
2020年10月18日、サンティアゴ中心部で一周年を記念したデモが開催されたが、途中から参加者の一部が暴徒化。2つの教会に放火、炎上させた。